# Ilya Friedberg
Ilya Friedberg (hebräisch איליה פרידברג, russisch Илья Фридберг; geb. am 6. Mai 1982 in Moskau) ist ein russisch-israelischer Pianist.

## Leben
Geboren in Moskau, begann Friedberg seine Ausbildung am Gnessin-Institut für begabte Kinder. Nach 1991 studierte er in Israel Klavier bei Luisa Yoffi und wurde von Lazar Bendersky und Vladimir Silva beeinflusst. Er setzte seine Ausbildung am Oberlin College bei Sanford Margolis und an der Indiana University bei Menahem Pressler fort.

### Karriere und Auftritte
Mit 16 Jahren wurde Friedberg Preisträger des Internationalen Wettbewerbs „Pianist des 21. Jahrhunderts“ in Kiew. Ein Jahr später, am 2. April 2000, gab er sein Solokonzert im Kleinen Saal des M. I. Glinka der Sankt Petersburger Philharmonie.
Er ist bekannt für seine Auftritte in renommierten Sälen wie dem Kennedy Center in Washington, dem Carnegie Hall in New York und des Opernhauses in Magdeburg, wo er das 23. Klavierkonzert von Mozart KV 488 zum 100. Jahrestag der Geburt seines im selben Jahr verstorbenen Lehrers Menahem Pressler (1923–2023) aufführte.
Er arbeitete mit Musikern des Los Angeles Philharmonic Orchestra, des Chicago Symphony Orchestra und des Pacific Quartet zusammen, darunter die gemeinsame Aufführung des Werks Tableaux Funèbres von Claude Baker im Jahr 2018.

### Lehrtätigkeit
Ilya Friedberg war Assistent von Menahem Pressler an der Indiana University. Er ist aktiv an Projekten wie der Sommer-Streichakademie in Bloomington und dem SONAD-Projekt beteiligt, wo während eines Workshops 2012 unter seiner Leitung das Streichsextett in G-Dur von Johannes Brahms und das Streichoktett von Dimitri Schostakowitsch, op. 11, aufgeführt wurden.

## Aufnahmen
- Album „Dreams“ in Zusammenarbeit mit dem Flötisten Roy Amotz
- Albumaufnahme von J.S. Bach „Goldberg-Variationen“
- A. Schmidt-Hartmann „Klang Portraits“
- Douglas Hofstadter „Valzurka“, „Fudge Pig“

### Kompositionen
- Mother and Einstein op. 1
- Alone op. 2, words by Maya Angelou
- Breaking Silence 2
- Boheme Fantasy for Viola and Piano
- Sechs Etüden für erweiterte Klaviertechnik, Nr. 2